# Zasoby złoża
Zasoby złoża – oszacowana i wyceniona ilość kopaliny w złożu. Ilość zasobów jest o tyle istotna, że dopiero wycena kopaliny w złożu, pomniejszona o przewidywaną ilość strat, związanych z  systemem eksploatacji decyduje o tym, czy inwestycja w udostępnienie złoża i budowę zakładu eksploatacyjnego zwróci się i przyniesie zysk. Ilość zasobów obok koncentracji składnika użytecznego i udziału substancji szkodliwych, stanowi główny parametr pozwalający zaliczyć koncentrację minerałów jako złoże.
Najogólniejszą kategorią są zasoby geologiczne. Z nich wydziela się zasoby bilansowe i pozabilansowe, oraz granice złoża. Kryterium bilansowości zwykle przyjmowane jest na poziomie zwrotu kosztów ruchomych prowadzonej działalności.
Dodatkową kategorią ekonomiczną są zasoby przemysłowe. Są to te partie złoża, w których koncentracja składnika użytecznego pozwala na ekonomiczne prowadzenie eksploatacji z zyskiem.
W Polsce, do końca roku 2011, kryteria bilansowości oraz szczegółowe zasady prowadzenia ewidencji zasobów ustalane były przez rozporządzenia ministra ochrony środowiska. Z dniem 1 stycznia 2012 r., nowo uchwalona ustawa - Prawo geologiczne i górnicze wprowadziła w miejsce kryteriów bilansowości pojęcie granicznych wartości parametrów złoża, unormowanych w rozporządzeniu Ministra Środowiska z dnia 22 grudnia 2011 r. w sprawie dokumentacji geologicznej złoża kopaliny.
W rozwiązaniach zachodnich stosuje się kryteria zbliżone do bankowej wyceny ryzyka inwestycyjnego w ramach studium opłacalności projektu.